# Shearella lilawati
Shearella lilawati là một loài nhện trong họ Tetrablemmidae.
Loài này thuộc chi Shearella. Shearella lilawati được Lehtinen miêu tả năm 1981.